# Сан-Мартіню-де-Арворе
Сан-Мартіню-де-Арворе (порт. São Martinho de Árvore; МФА: [ˈsɐ̃w maɾ.ˈti.ɲu dɨ ˈaɾ.vu.ɾɨ]) — парафія в Португалії, у муніципалітеті Коїмбра. Розташована в західній частині країни, на теренах історичної португальської провінції Бейра. Входить до складу округу Коїмбра. За адміністративним поділом, чинним до 1976 року, терени парафії були складовою провінції Берегова Бейра. Належить до Коїмбрської діоцезії Католицької церкви. Патрон — Мартин Турський. Площа — 4,6044 км². Населення — 1033 ос. (2011). Сильно урбанізований регіон. Густота населення — 224,35 осіб/км²
. Код — 060321.

## Населення
| Кількість мешканців | Кількість мешканців | Кількість мешканців | Кількість мешканців | Кількість мешканців | Кількість мешканців | Кількість мешканців | Кількість мешканців | Кількість мешканців | Кількість мешканців | Кількість мешканців | Кількість мешканців | Кількість мешканців | Кількість мешканців | Кількість мешканців |
| ------------------- | ------------------- | ------------------- | ------------------- | ------------------- | ------------------- | ------------------- | ------------------- | ------------------- | ------------------- | ------------------- | ------------------- | ------------------- | ------------------- | ------------------- |
| 1864                | 1878                | 1890                | 1900                | 1911                | 1920                | 1930                | 1940                | 1950                | 1960                | 1970                | 1981                | 1991                | 2001                | 2011                |
| 365                 | 453                 | 451                 | 515                 | 580                 | 423                 | 502                 | 562                 | 693                 | 717                 | 770                 | 922                 | 978                 | 1 003               | 1 033               |